# Igor Zlatanović
Igor Zlatanović, né le 10 février 1998 à Užice en Serbie, est un footballeur serbe qui joue au poste d'avant-centre à l'Hapoël Beer-Sheva.

## Biographie

### Débuts en Serbie
Igor Zlatanović est formé au Partizan Belgrade, mais il ne joue aucun match avec ce club. Lors de la saison 2015-2016, il est prêté au FK Teleoptik. C'est avec ce club qu'il réalise ses débuts en professionnel.
Le 15 juillet 2016, Zlatanović s'engage avec le Radnik Surdulica. Il joue son premier match sous ses nouvelles couleurs le 6 août 2016, face au FK Spartak Subotica. Il entre en jeu en fin de partie, et son équipe s'impose par deux buts à un. Il inscrit son premier but en faveur du Radnik Surdulica le 29 octobre de la même année, contre son club formateur, le Partizan Belgrade. Titulaire ce jour-là, il n'empêche pas la défaite des siens malgré son but (1-3).

### Passage en Espagne
Le 31 juillet 2019, Igor Zlatanović est transféré au RCD Majorque, où il signe un contrat courant jusqu'en juin 2023.
Le 16 août 2019 il est prêté au CD Numancia.
Le 18 septembre 2020 il est prêté au CD Castellón.

### Maccabi Netanya
Le 29 juin 2021, Igor Zlatanović est transféré au Maccabi Netanya, sans avoir joué le moindre match au RCD Majorque. Il signe pour un contrat de quatre ans.
Le 20 août 2022, lors de la première journée de la saison 2022-2023 face au Beitar Jérusalem, Zlatanović se fait remarquer en réalisant son premier triplé pour le club. Il contribue ainsi à la victoire de son équipe par quatre buts à un.

### Carrière en sélection nationale
Igor Zlatanović compte trois sélections avec l'équipe de Serbie des moins de 17 ans, toutes obtenues en 2014.
Avec les espoirs, il est retenu pour disputer le championnat d'Europe espoirs en 2019. Lors de cette compétition organisée en Italie, il ne joue qu'une seule rencontre, face au Danemark. Le bilan de la Serbie dans ce tournoi s'avère catastrophique, avec trois défaites en autant de matchs, dix buts encaissés, et seulement un but marqué.